# Montezuma’s Revenge (Band)
Montezuma’s Revenge ist eine niederländische A-cappella-Gruppe, die im Jahre 1985 als eine Gruppe von Studenten mit ihrem Dozenten begann. Sie wurden schnell zu einer professionellen Band, die Musik und Theater kombinierte.

## Geschichte
Vom Moment, als Montezuma die Theaterbühne betraten, hatten sie sich das Ziel gesteckt, eine Show auf die Beine zu stellen, die aus mehr als nur Musik bestand. Auf dieses Ziel wurde mehrere Male in Rezensionen Bezug genommen, so schrieb die niederländische Tageszeitung De Telegraaf von „Musik zum Anschauen“.
Auffallend bei Montezuma ist die Anzahl der Mitgliedswechsel in der Gruppe. Von der Originalformation ist allein noch Paul Klooté übrig geblieben. Die vielen Wechsel haben einen großen Beitrag zur Variationsbreite der Show geliefert. So zeichnete sich die Show In Pursuit of Pleasure (1998–2000) durch Leder, Metal und Rockmusik aus. Zwei Shows später kam etwas völlig anderes auf die Bühnenbretter: Hits Again (2002–2004). Mit stark veränderter Besetzung wurde Pop produziert mit Stücken u. a. von Wham und den Spice Girls.
In der Show Blind Man’s Dream bestand das Repertoire von Montezuma vorwiegend aus Coverversionen. Die Presse und das Publikum reagierten darauf sehr unterschiedlich. Einige fanden, dass eine Band auch eigene Stücke schreiben können muss, andere Medien und das Publikum zeigten viel Respekt für die Art der Arrangements und der Aufführungen, die allein schon einen eigenen Stil ausmachen.
Die Gruppe begann sich Ende 2007 aufzulösen und verabschiedete sich in einer großen Abschluss-Show (zusammen mit vielen ehemaligen Mitgliedern). Außer kleineren Auftritten (zum Beispiel Sanne de Waard mit www.vocaloop.com) gab es keine erkennbaren Aktivitäten.
Im Mai 2011 gab es überraschend ein Update auf der immer noch geschalteten Montezuma-Website:
Am 23. September 2011 trat die Gruppe zum ersten Mal wieder in der neuen Besetzung auf. Am 6. Dezember schnitten sie ihren Auftritt in Gouda auf DVD mit und verkaufen das als „Montezuma’s Revenge STRIKES BACK“. Ihr erster Auftritt in Deutschland mit neuer Besetzung war am 11. Juni 2012 in Mainz. Im Juli 2012 waren sie zusammen mit Unduzo und Rockapella in der A-cappella-Nacht wieder Gast auf dem Freiburger Zelt-Musik-Festival.

## Bandmitglieder
- Paul Klooté (Bass, seit 1985)
- Hans Cassa (Bass/Bariton, seit 1991–1994, 2000)
- Menno Stuifmeel (Tenor, seit 2004)
- Tom Schraven (ab 2011)
- Robbert van Unnik (ab 2011)

## Frühere Bandmitglieder
- Kees Taat (1985–1990)
- Bart Keuskamp (1985–1993)
- Maarten Mourik (1985–1994)
- Rob Veldhuijsen (1985–1998)
- Jan Willem Hendriks (1990–1991)
- Dennis Kivit (1993–1994)
- Andy Tjin (1994–2000)
- Floris Nielen (1994–2000)
- Jeffrey Zuhdy (1994–2002)
- Ted Koninkx (1998–2001)
- Kai Peterson (2000–2001)
- Tijs Krammer (2001–2004)
- Sanne de Waard (Bariton, 2001–2007)
- Bert Oostendorp (Bariton, 2002–2007)

## Shows (Geschichte)
- 1987–1989 – Volume 1
- 1989–1991 – Volume II
- 1991–1993 – The Third Act
- 1993–1994 – Blind Man’s Dream
- 1995–1997 – De Omval
- 1997–1998 – Best of Five
- 1998–2000 – In Pursuit of Pleasure
- 2000–2002 – Double Density
- 2002–2004 – Montezuma’s Revenge Hits Again
- 2004–2006 – Pop Art
- 2006 [August] – Edinburgh Festival Fringe
- 2006–2007 – De Zuma Code
- 2011 – Montezuma’s Revenge Strikes Back

## Preise
- Pall Mall Export Prize (NL, erster Platz, Datum: unbekannt)
- Nationale Close Harmony Concours (NL, erster Platz, Datum: unbekannt)
- Knokke Festival (BE, Datum: unbekannt)
- Schwerte Kabarett Preis (DE, erster Platz, Datum: unbekannt)
- Oberschwäbischer Kleinkunstpreis (1995)
- Nationaal Songfestival 2001 (NL, dritter Platz, Datum: 3. März 2001)

## Diskografie
- Montezuma’s Revenge (1989, Produzent: Emile Elsen)
- Live (1990, Produzent: Rogier Leppers)
- Here’s Looking At You, Kid (1992, Produzent: Emile Elsen)
- Blind Man’s Dream (1993, Alan Evans)
- Make a Noise (1995, Maarten Mourik)
- Best of Live (1997, Floris Nielen)
- In Pursuit of Pleasure (1998, Floris Nielen)
- Live Pleasure (1999, Floris Nielen)
- Double Density (live) (2001, Paul Klooté)
- Danielle (la plus belle) (Single, 2001, Paul Klooté, Kai Peterson Henry, Henk Bloemers)
- Montezuma’s Revenge Hits Again! (2002, Attie Bouw)
- PopArt Live (2004, Sanne de Waard)

## Sonstiges
Spanier, die sich nach der Kolonisation in Mexico niederließen, wurden schnell von Diarrhoe heimgesucht, ausgelöst durch das andere Klima, die andere Ernährung und Bakterien, an die sie nicht gewöhnt waren. Diese Diarrhoe sollte ein Fluch des Geistes von Montezuma sein, eben Montezumas Rache. Es ist dieser Fluch, nach dem sich die Band benannt hat.